# 根前毛菌科
根前毛菌科（学名：Rhizidiomycetaceae）是丝壶菌目下的一个科。

## 下属分类
本科包括以下属：
- Latrostium Zopf, 1894
- Reessia C.Fisch, 1883
- 根前毛菌属 Rhizidiomyces Zopf, 1885